# C POSIX library
C POSIX library – specyfikacja standardowej biblioteki języka programowania C dla systemów POSIX. Zawiera dodatkowe funkcje i algorytmy przydatne dla programistów pracujących w systemach Unix, Linux i pokrewnych. Była rozwijana w tym samym czasie, co specyfikacja ANSI C, dlatego starano się zachować jej kompatybilność ze standardem języka.

## Pliki nagłówkowe biblioteki C POSIX
| Plik            | Opis                                         |
| --------------- | -------------------------------------------- |
| <cpio.h>        | informacje o archiwizatorze cpio             |
| <dirent.h>      | otwieranie i wyświetlanie treści katalogów   |
| <fcntl.h>       | działanie na plikach i inne operacje         |
| <grp.h>         | działania na grupach                         |
| <pthread.h>     | wielowątkowość                               |
| <pwd.h>         | działania na pliku passwd                    |
| <sys/ipc.h>     | komunikacja międzyprocesowa                  |
| <sys/msg.h>     | kolejki komunikatów POSIX                    |
| <semaphore.h>   | semafory POSIX                               |
| <sys/stat.h>    | informacje o plikach                         |
| <sys/time.h>    | czas, data, i kalendarze                     |
| <sys/types.h>   | różne typy danych                            |
| <sys/utsname.h> | uname i podobne struktury                    |
| <sys/wait.h>    | status i informacje o zakończonych procesach |
| <tar.h>         | informacje o formacie pliku tar              |
| <termios.h>     | komunikacje przez porty szeregowe            |
| <unistd.h>      | różne funkcje dla systemów POSIX             |
| <utime.h>       | działanie na strukturach inode               |